# Новое (Донецкая область)
Новое (укр. Нове) — посёлок в Краматорском районе Донецкой области Украины, входит в Редкодубский сельский совет. С апреля 2025 года находится под российской оккупацией.

## История
С мая по сентябрь 2022 находилось под контролем ВС РФ. 26 сентября 2022, в ходе битвы за Лиман, посёлок взят ВСУ. 30 апреля 2025 года, в результате активных наступательных действий, ВС РФ взяли посёлок под свой контроль.

## Местный совет
84420, Донецкая обл., Лиманский р-н, с. Редкодуб, ул. Ленина,108